# Большой базар

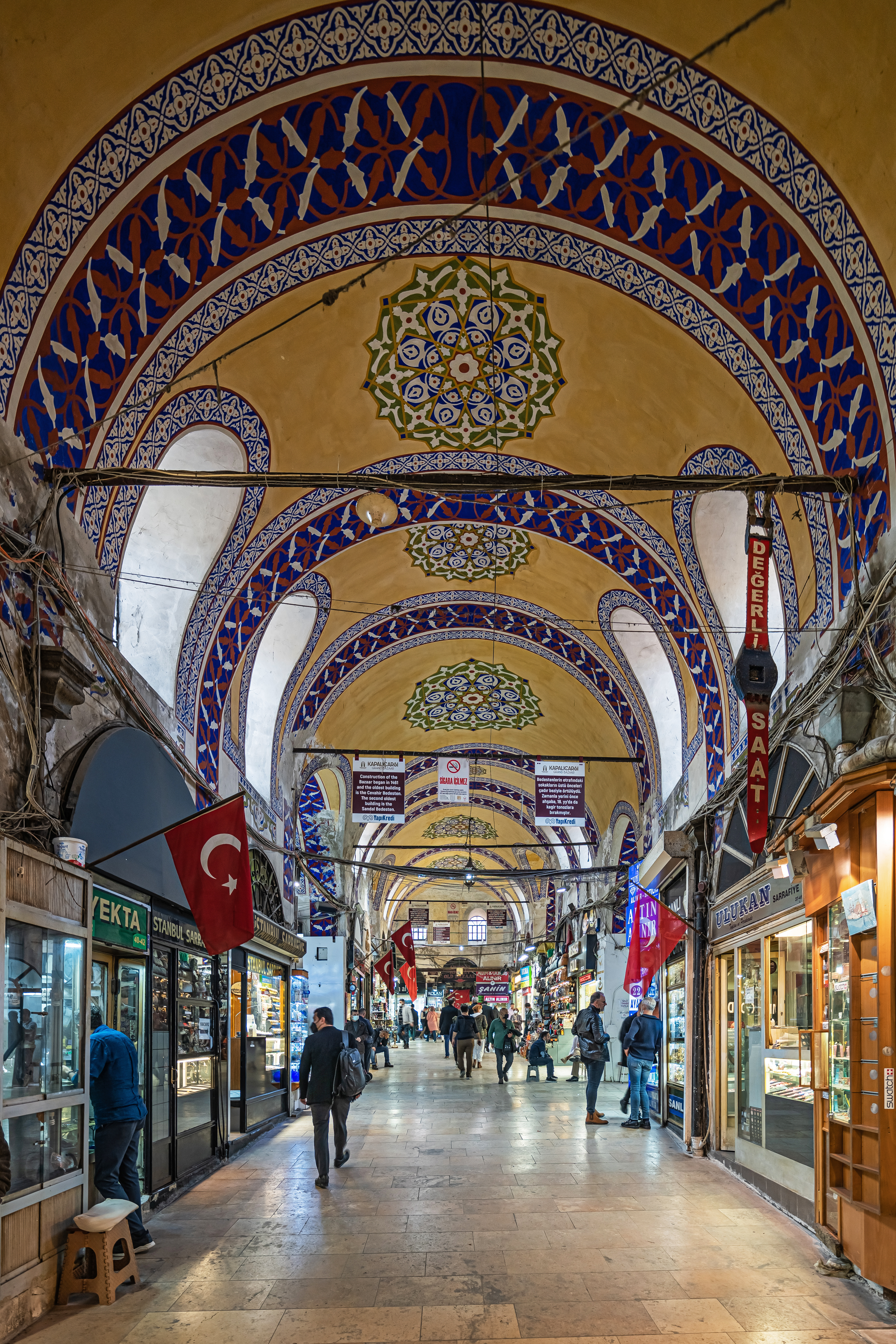
Одна из галерей Гранд-базара

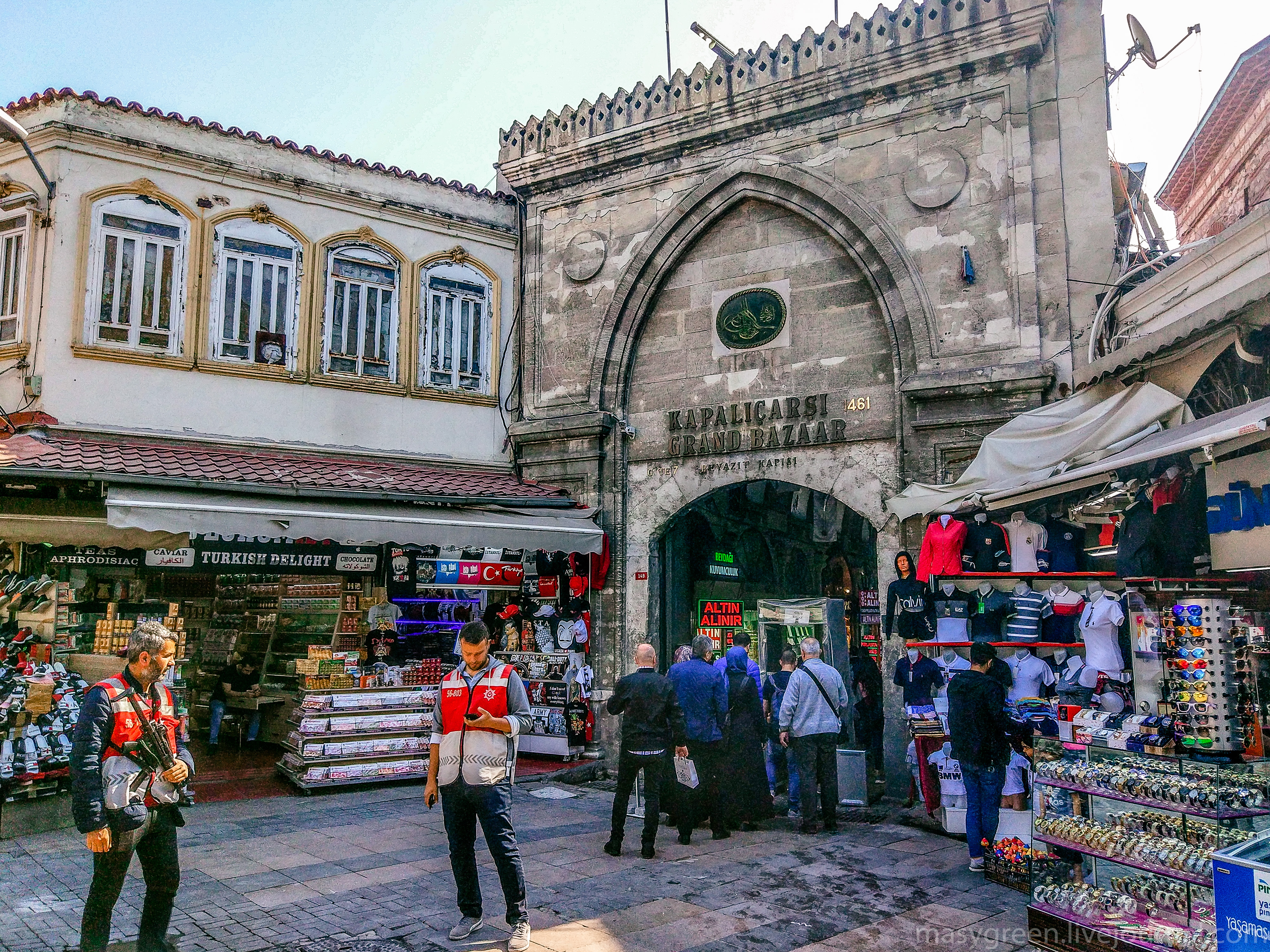
Ворота Беязыт, известны как главные ворота Гранд-базара

Гранд-базар (также Крытый базар, Крытый рынок, Капалы-чарши; тур. Kapalıçarşı) — один из крупнейших крытых рынков в мире. Расположен в старой части Стамбула и занимает 30 700 м². На 66 улицах базара расположено более 4000 магазинов. Ежедневно его посещает свыше полумиллиона посетителей и туристов.
Ассортимент продаваемых товаров чрезвычайно велик — ювелирные изделия и украшения, антиквариат, кожа, текстиль, ковры, туристические сувениры, изделия из керамики и дерева и пр. Внутри Гранд-базара располагаются рестораны, источники, мечети, жилые помещения и даже кладбище. В османский период на базаре занимались не только торговлей, но и экономическими и финансовыми операциями, здесь работали банки, существовала биржа. До середины XIX века Капалы-чарши был центром работорговли.

## История и архитектура базара
Строительство базара началось при султане Мехмеде II Завоевателе сразу после взятия Константинополя в 1453 году на базе рынков византийской столицы. По приказу султана были возведены два бедестана, вокруг которых стал формироваться рынок. В последующие годы Капалы-чарши неоднократно перестраивался и расширялся. После землетрясения 1894 года была осуществлена его масштабная реконструкция.
Старейшими постройками рынка являются расположенные в центре комплекса старый (тур. Sahaflarbedesteni) и сандаловый (тур. Sandalbedesteni) бедестаны, имеющие сводчатые и куполообразные потолки.
В Капалы-чарши имеется в общей сложности 18 ворот, среди которых наиболее примечательными являются расположенные рядом с площадью Чемберлиташ центральные ворота «Нуруосманийе», на которых имеется надпись «Бог милует того, кто посвящает себя торговле» и расположенные рядом с площадью Беязит ворота «Беязит».
Улицы рынка сохранили старые названия — улица Колпачников (тур. Kalpakçılar Caddesi), улица Кальянщиков (тур. Nargileci Caddesi), Самоварная улица (тур. Semaver Sokak) и пр.
В 2013 году рынок Стамбула посетило более 91 миллиона туристов, тем самым сделав его одним из самых людных мест мира.

## Галерея

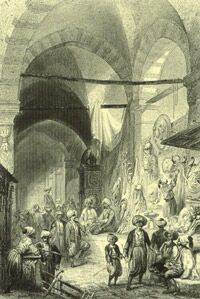
Исторический вид
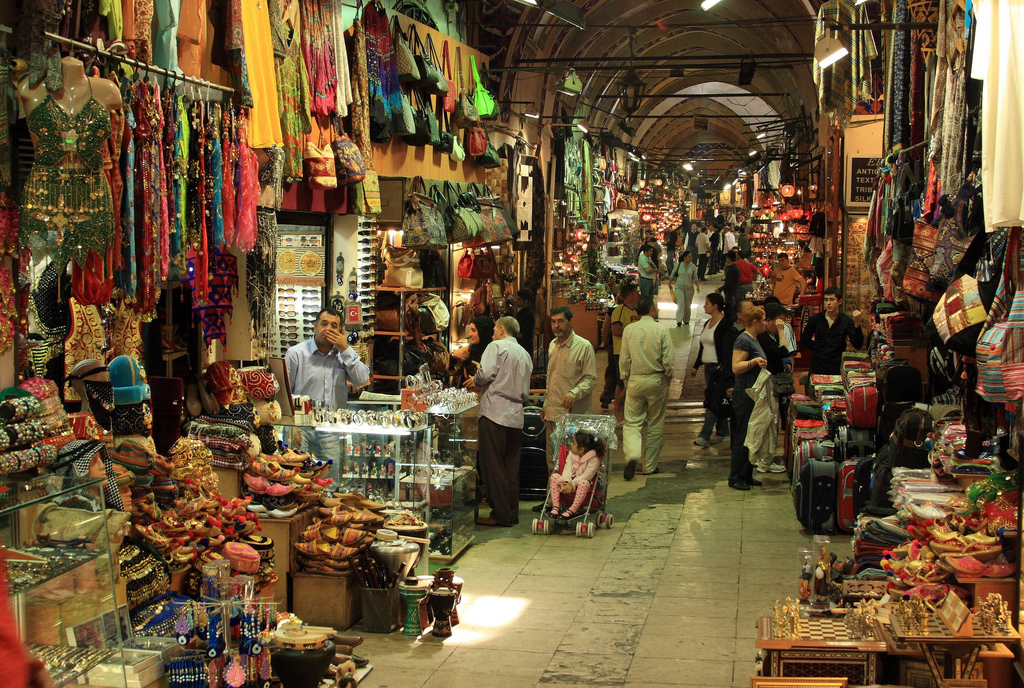
Внутри Гранд-базара
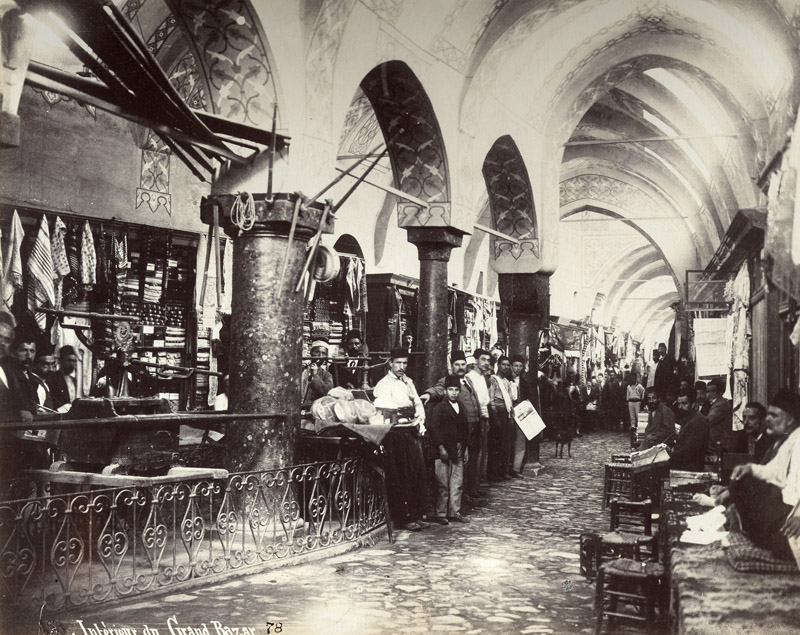
Интерьер Большого базара в 90-х годах XIX века армянского фотографа Жана Паскаля Себы
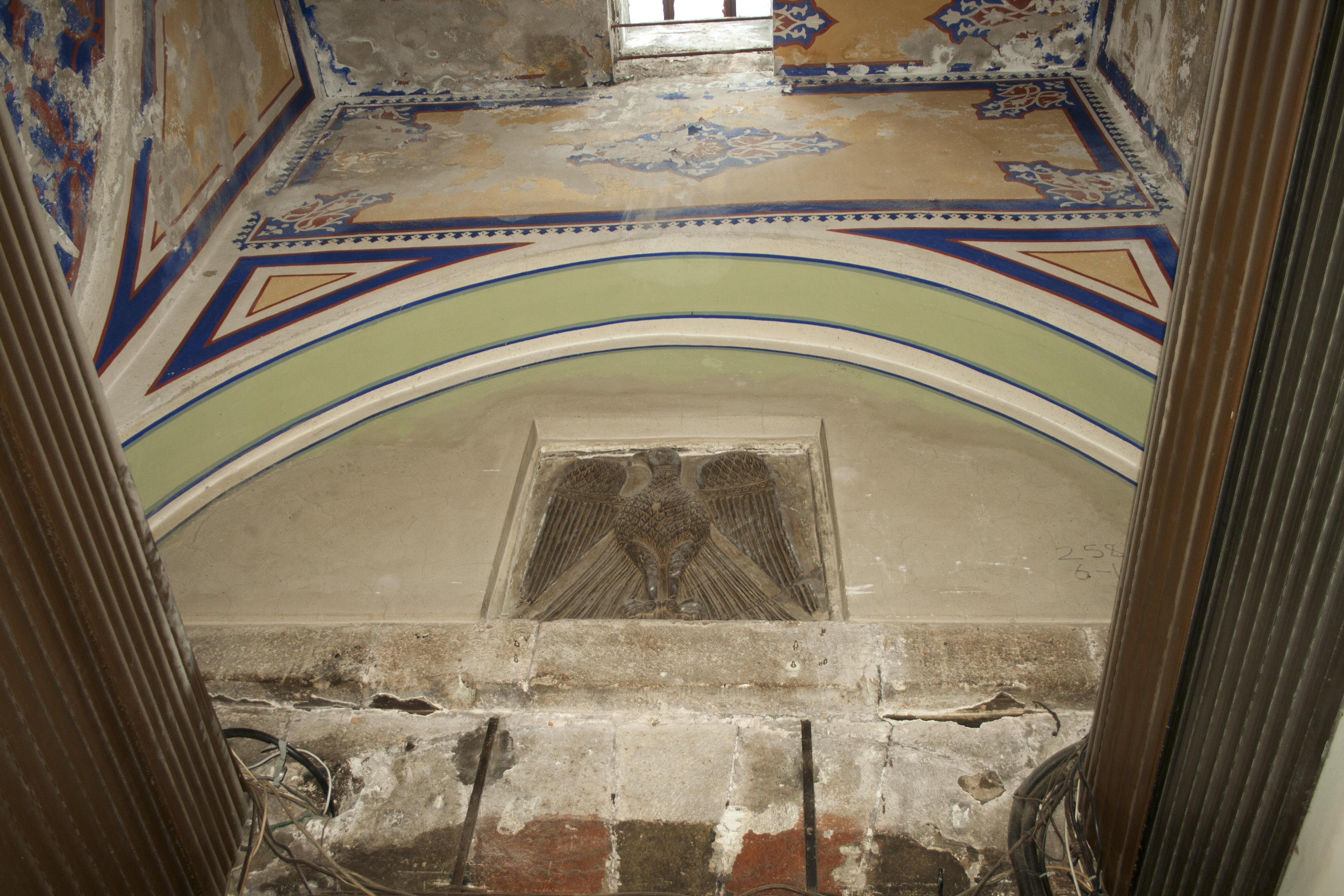
Византийский (Комниновский) орёл у восточных ворот Старого Бедестана
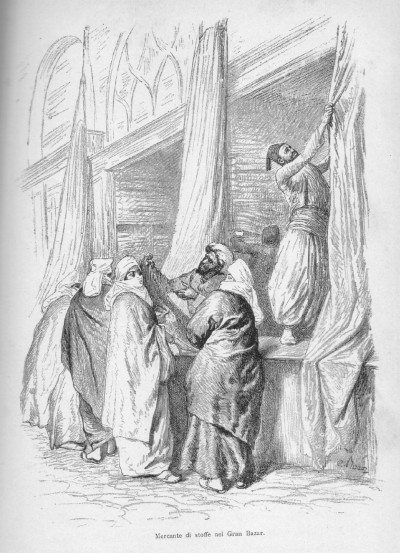
Долап в рисунке Чезаре Бисео, из Константинополи Эдмондо Де Амичис (издание 1882 г.)
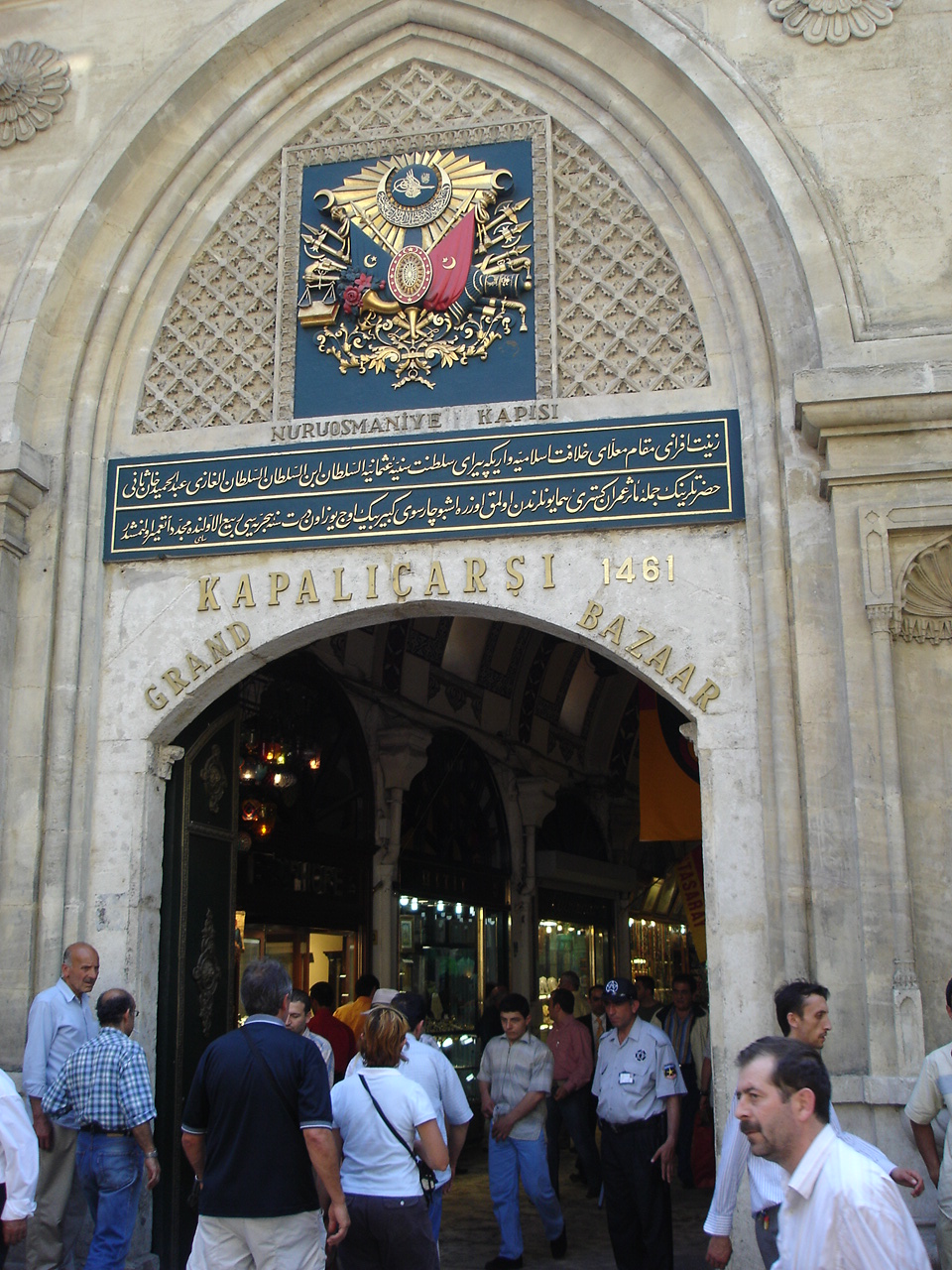
Ворота Нуросманийе Гранд-базара
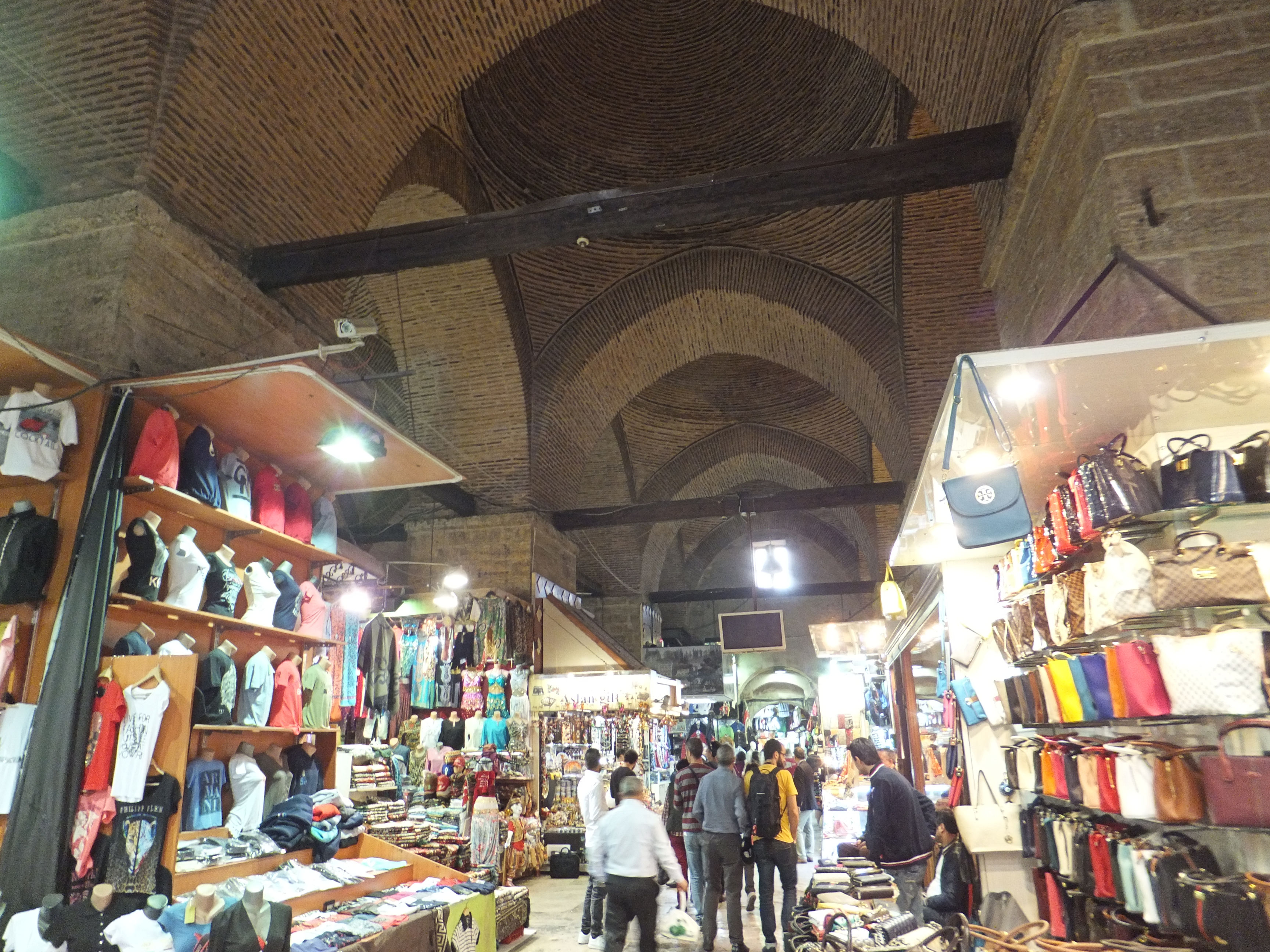
Куполообразный интерьер Сандалового Бедестана
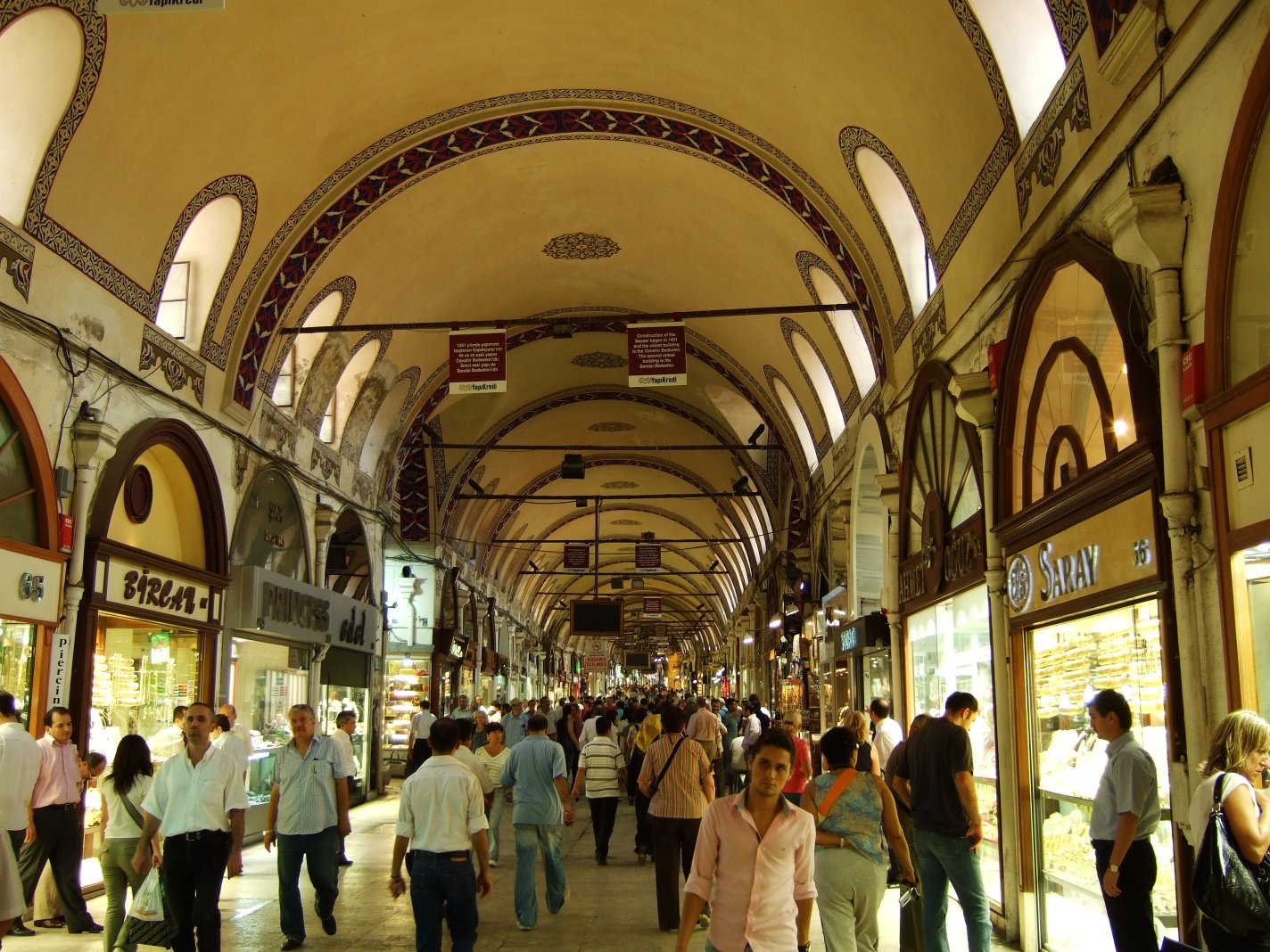
Калпакчылар Джаддеси (дорога золотых ювелиров) является одной из 61 крытых улиц в Гранд-базаре
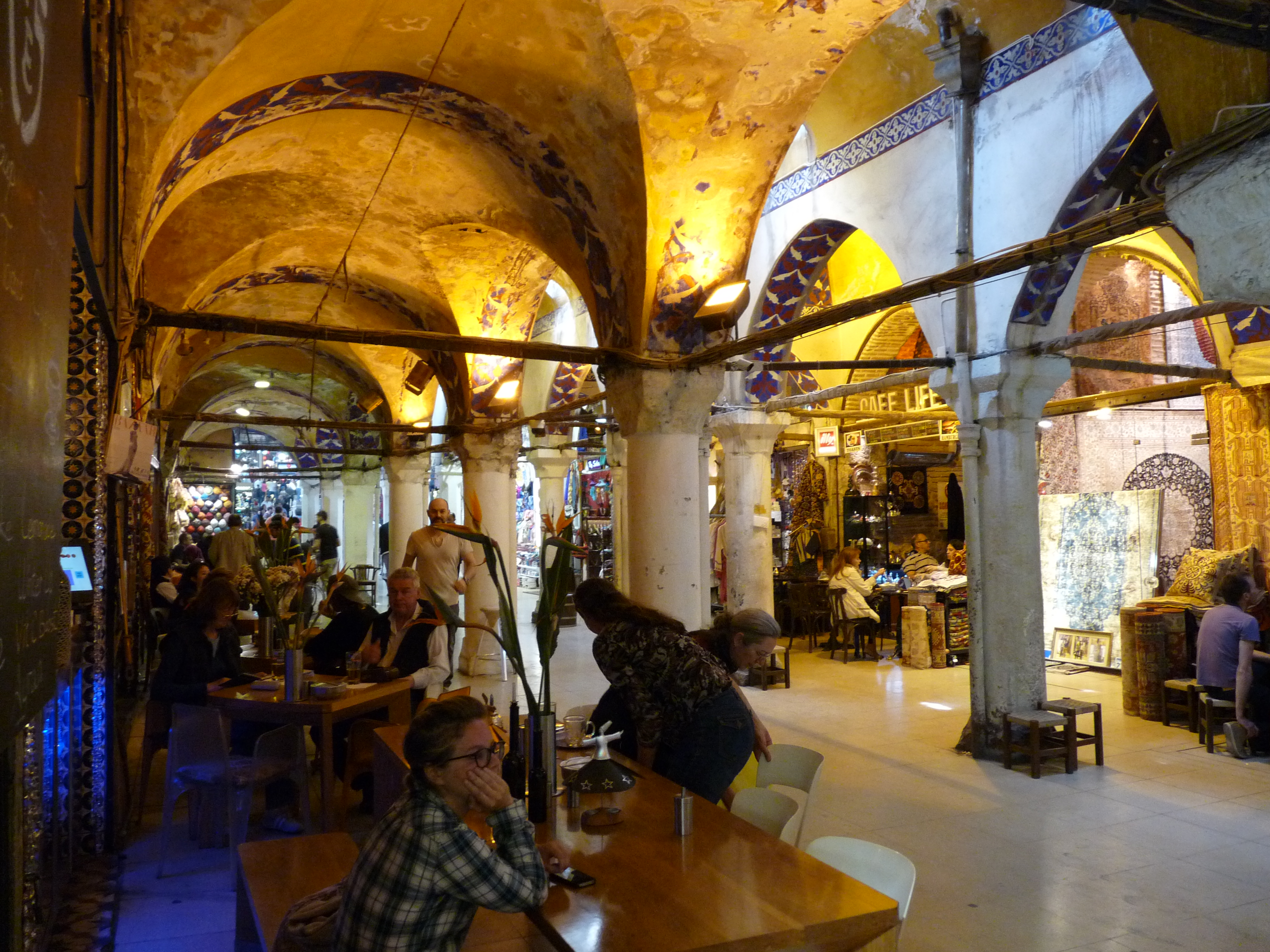
Кафе
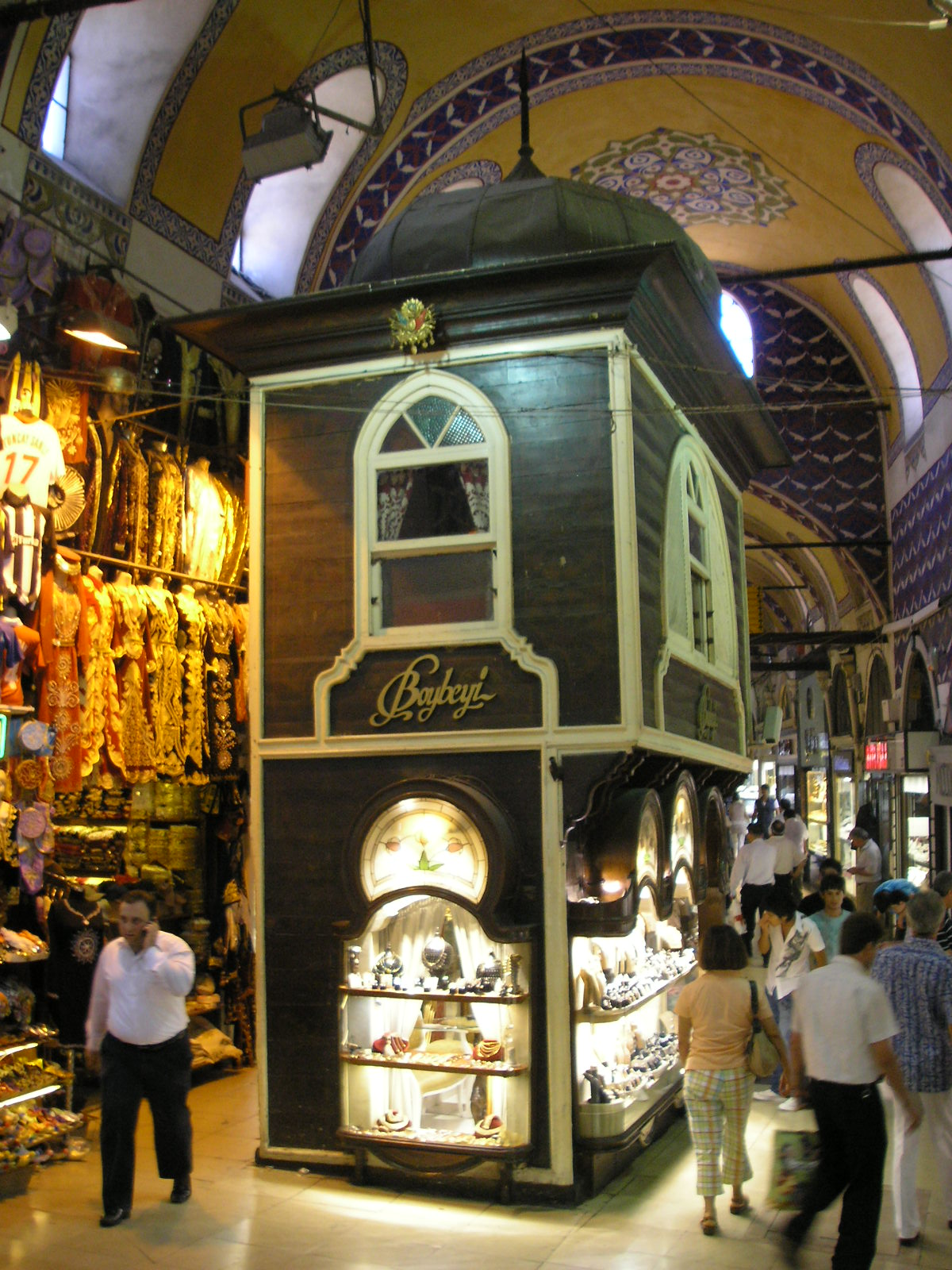
Один из киосков XVII века, который раньше был небольшим кафе
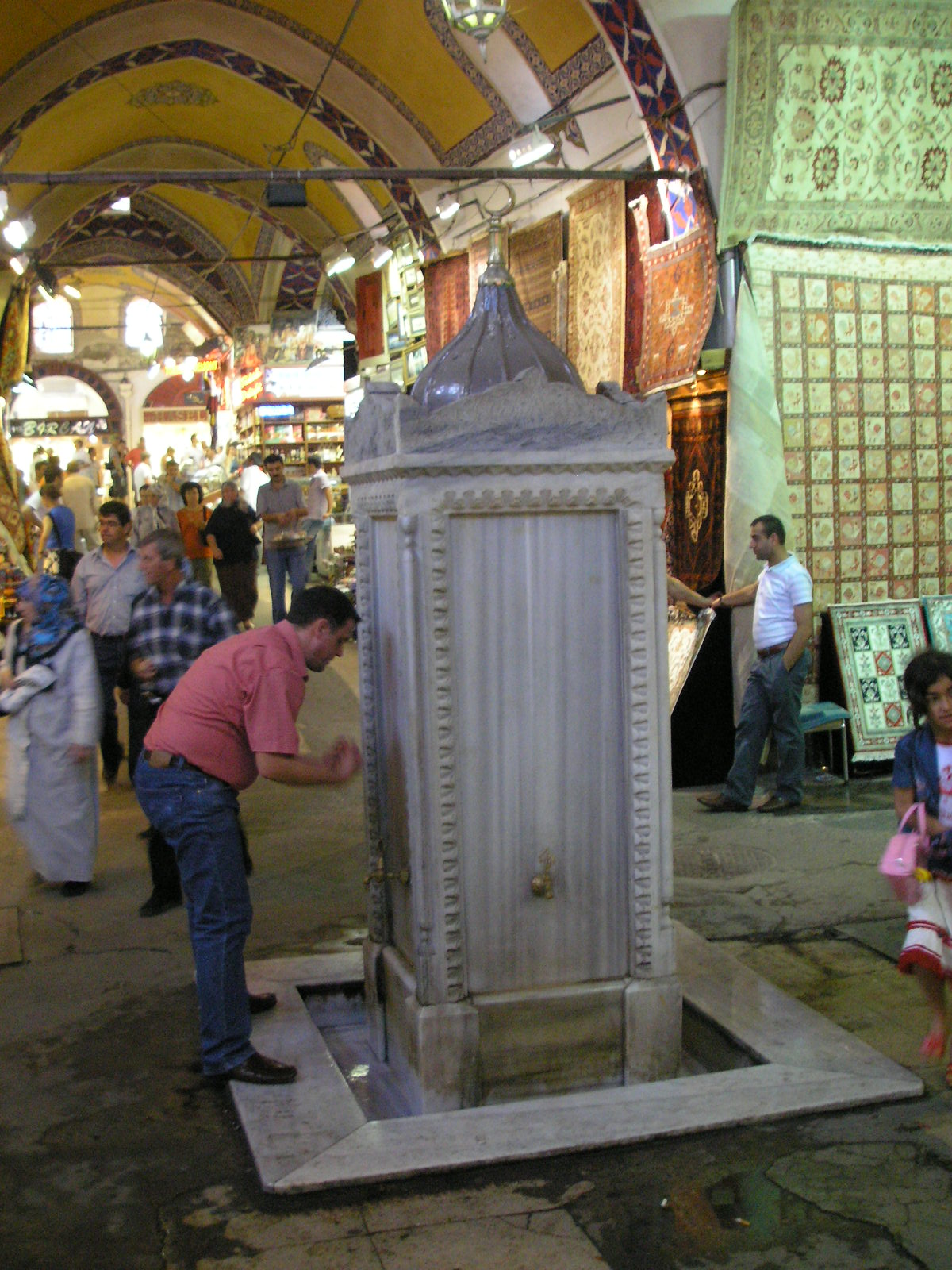
Один из четырёх мраморных фонтанов
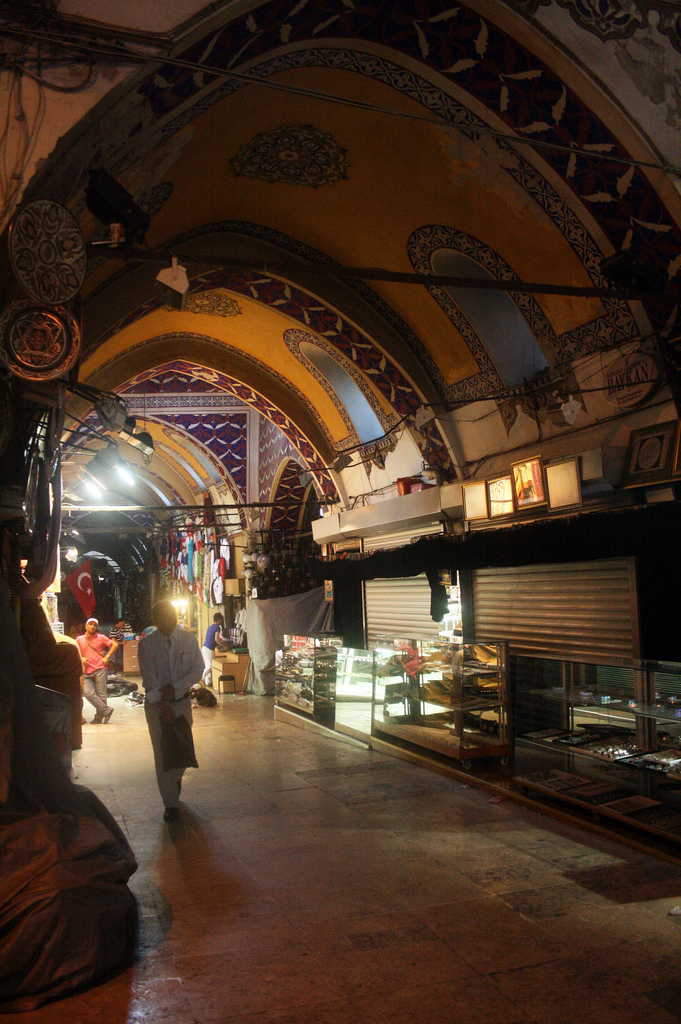
Базар после закрытия
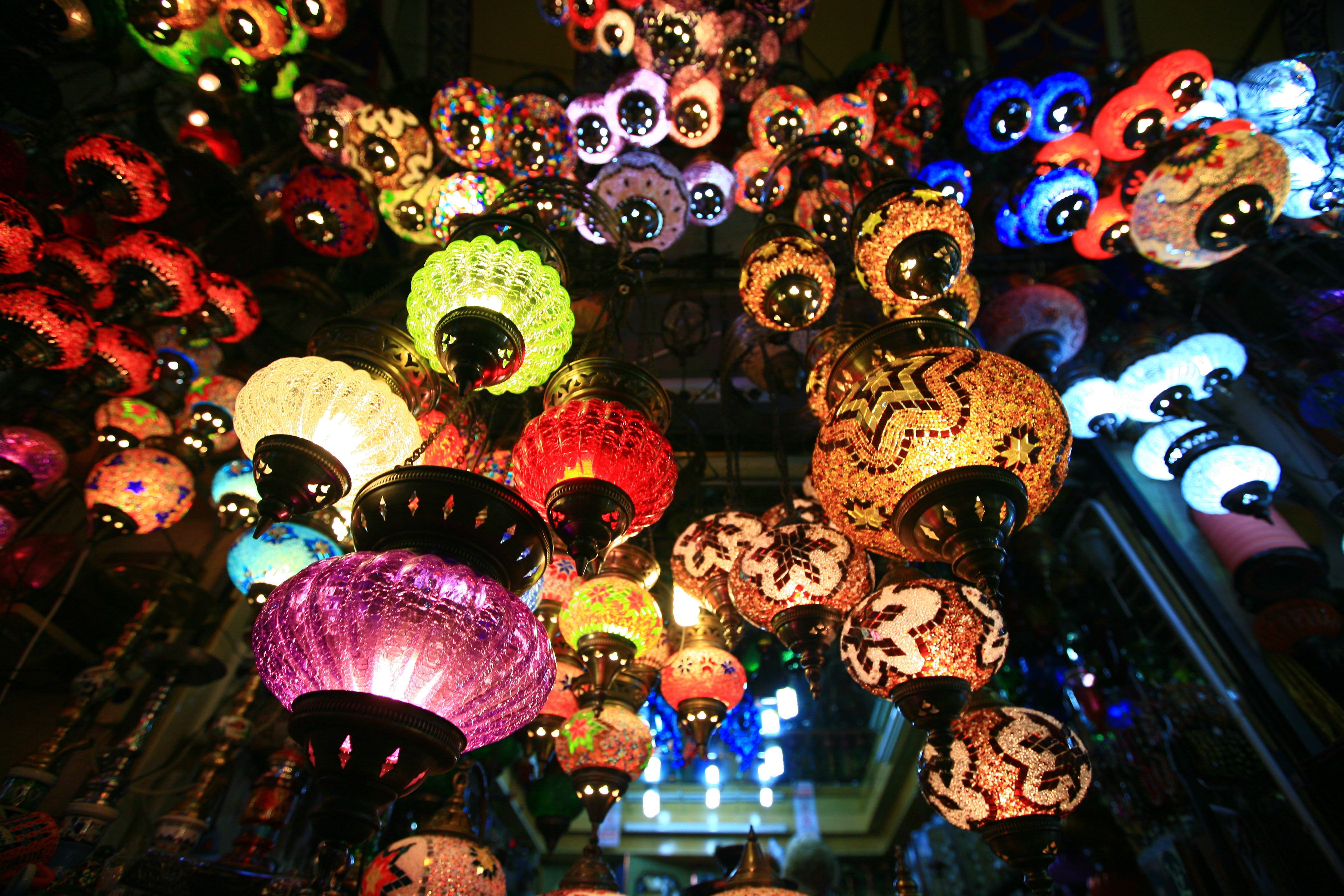
Фонари висят в магазине
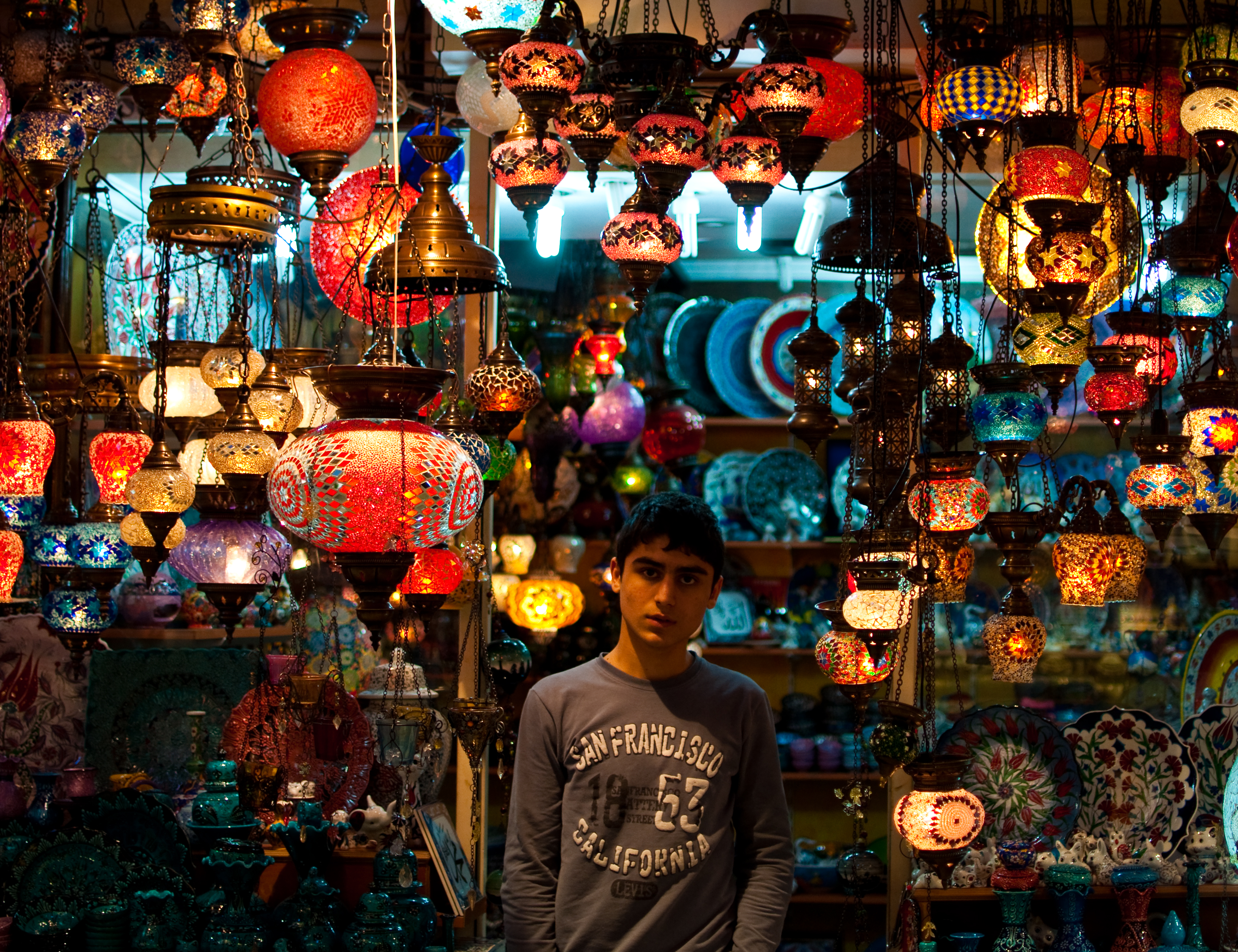
Мальчик, стоящий в дверях магазина фонарей
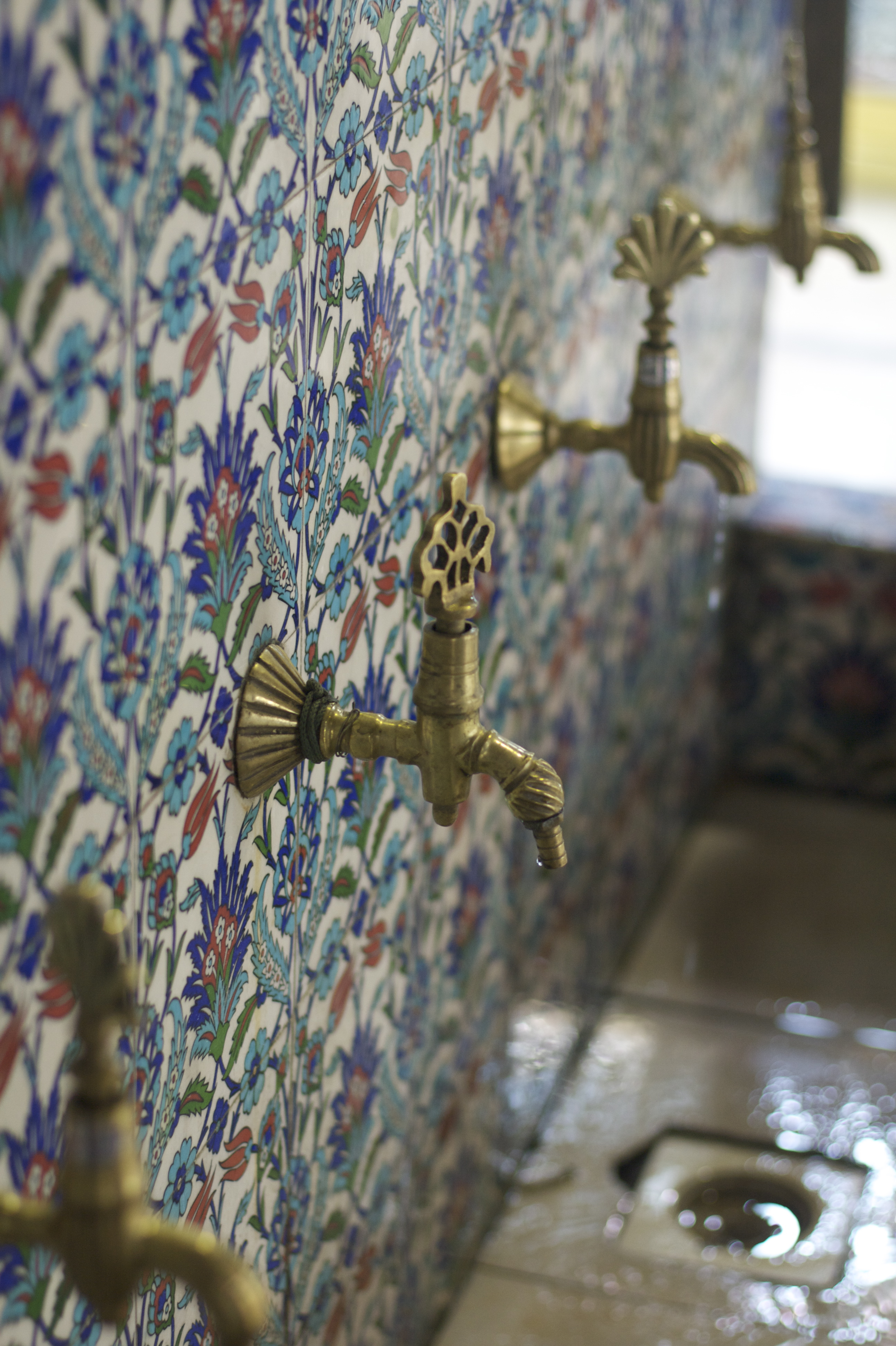
Краны фонтана на базаре
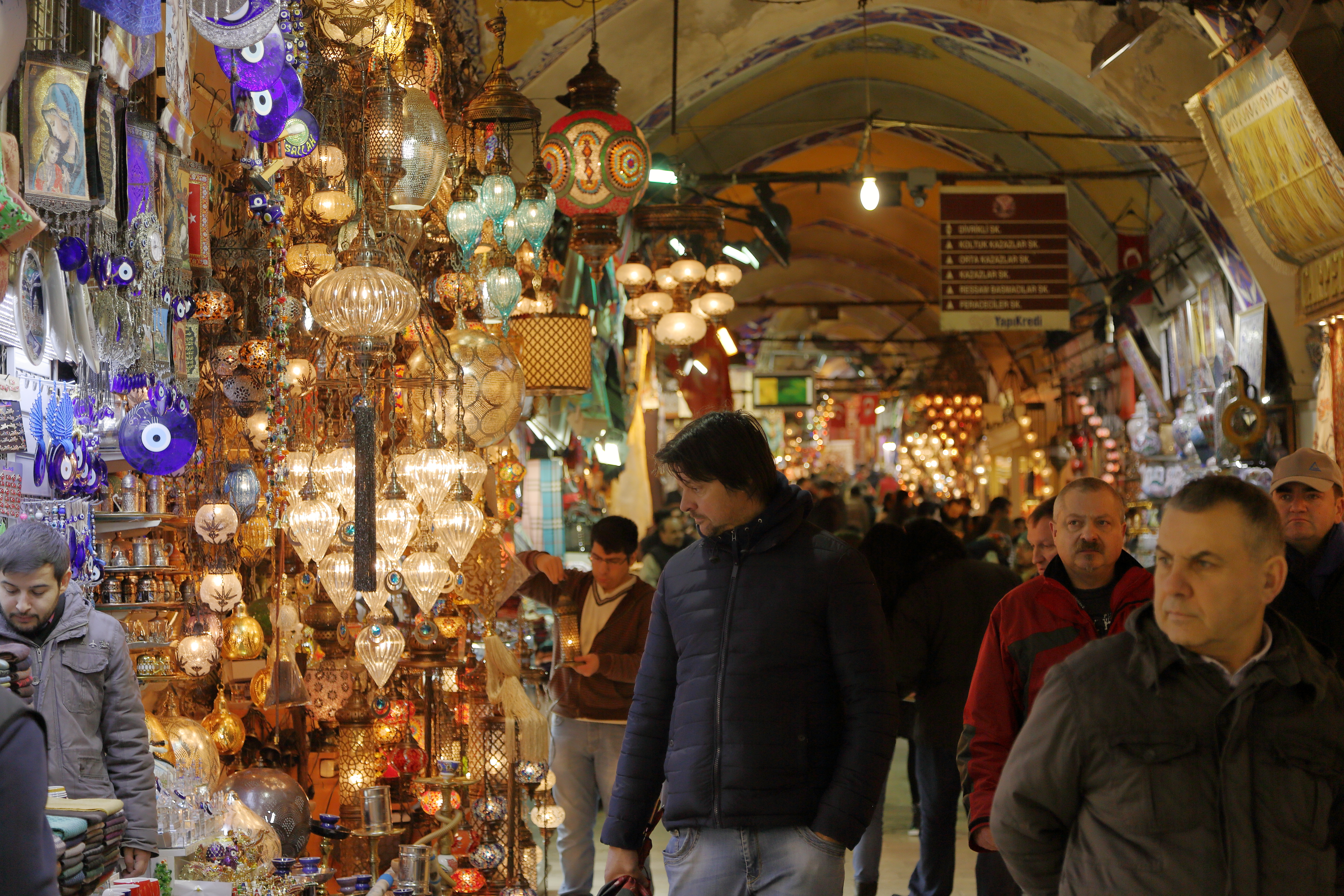
Суетливая активность
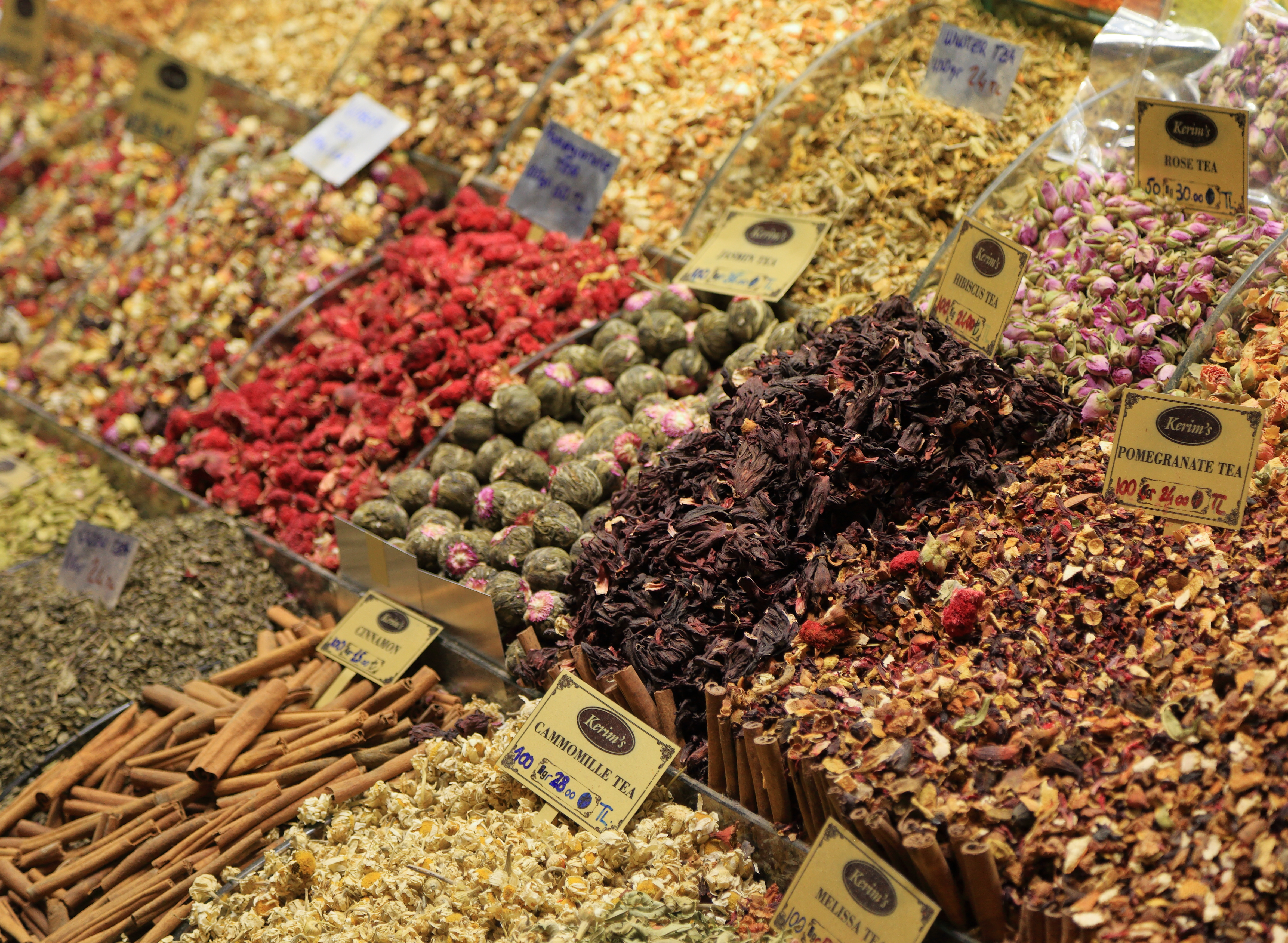
Чай
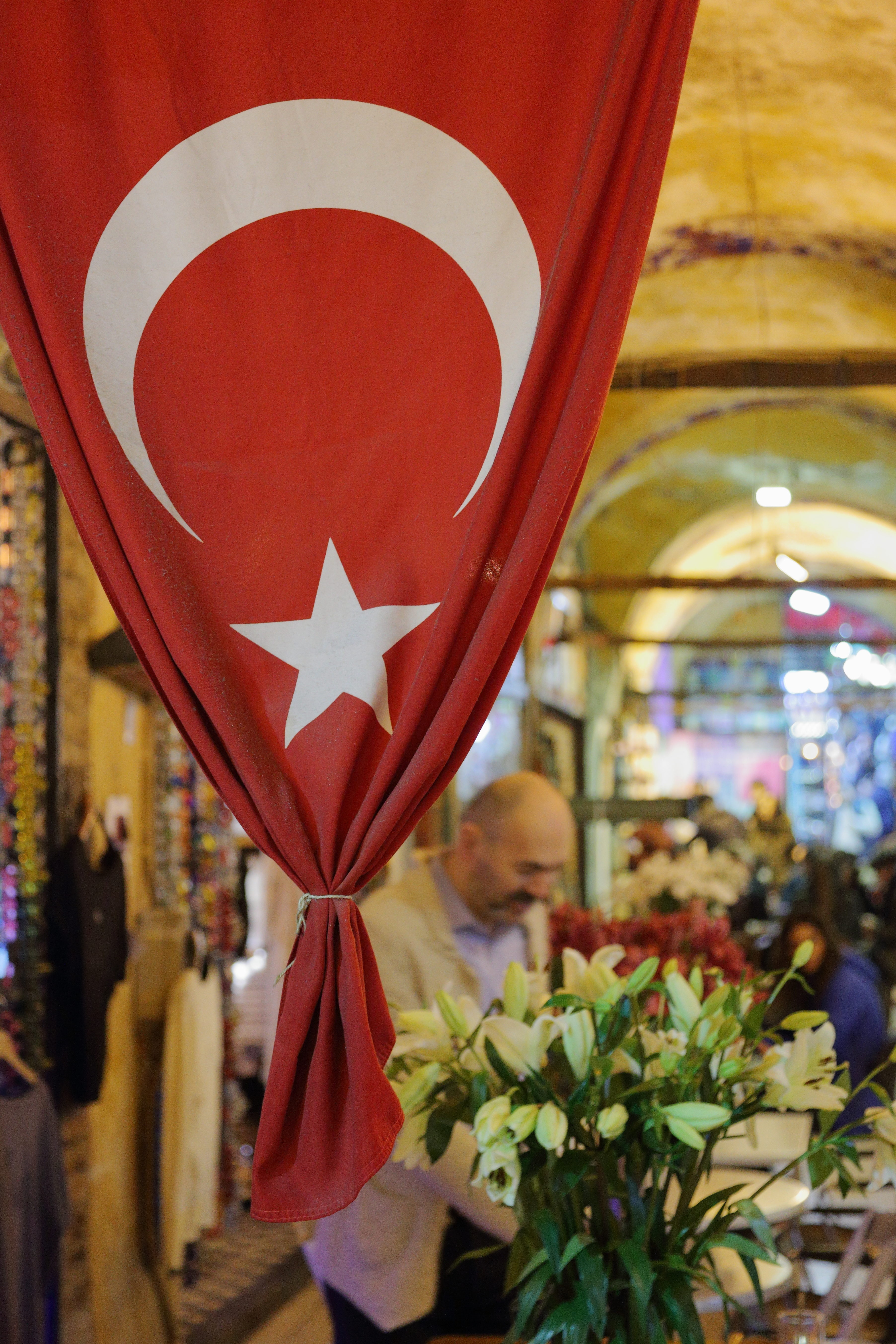
Турецкий флаг внутри базара